# Étoile de Bessèges 1995
L'édition 1995 de la course cycliste par étapes Étoile de Bessèges a eu lieu du 1er au 5 février 1995. Elle a été remportée par l'Ukrainien Sergueï Outschakov.

## Classements des étapes
| Étape     | Date        | Villes étapes                | km         | Vainqueur d’étape  | Leader du classement général |
| --------- | ----------- | ---------------------------- | ---------- | ------------------ | ---------------------------- |
| 1re étape | 1er février | Barjac - Uzès                | 142        | Wilfried Nelissen  | Wilfried Nelissen            |
| 2e étape  | 2 février   | Anduze - La Grand-Combe      | 139        | Sergueï Outschakov | Sergueï Outschakov           |
| 3e étape  | 3 février   | Les Vans - Joyeuse           | 141        | Wilfried Nelissen  | Sergueï Outschakov           |
| 4e étape  | 4 février   | Gagnières - Bordezac         | 12,8 (CLM) | Sergueï Outschakov | Sergueï Outschakov           |
| 5e étape  | 5 février   | Molières-sur-Cèze - Bessèges | 137        | Wilfried Nelissen  | Sergueï Outschakov           |

## Classement général
|    | Cycliste           | Équipe    |    | Temps            |
| -- | ------------------ | --------- | -- | ---------------- |
| 1  | Sergueï Outschakov | Polti     | en | 14 h 31 min 35 s |
| 2  | Andreï Tchmil      | Lotto     | +  | 1 min 10 s       |
| 3  | François Simon     | Castorama |    | 1 min 20 s       |
| 4  | Giovanni Lombardi  | Polti     |    | 1 min 28 s       |
| 5  | Pedro Silva        | Sicasal   |    | m.t.             |
| 6  | Francis Moreau     | Gan       |    | 1 min 30 s       |
| 7  | Jelle Nijdam       |           |    | 1 min 31 s       |
| 8  | Joona Laukka       |           |    | 1 min 33 s       |
| 9  | Yvon Ledanois      |           |    | 1 min 34 s       |
| 10 | Christophe Manin   |           |    | m.t.             |

## Les étapes

### 4eétape
|   | Coureur            | Pays    | Équipe    |    | Temps       |
| - | ------------------ | ------- | --------- | -- | ----------- |
| 1 | Sergueï Outschakov | Ukraine | Polti     | en | 20 min 02 s |
| 2 | Andreï Tchmil      | Russie  | Lotto     | +  | 7 s         |
| 3 | François Simon     | France  | Castorama | +  | 10 s        |

|   | Coureur            | Pays    | Équipe |    | Temps |
| - | ------------------ | ------- | ------ | -- | ----- |
| 1 | Sergueï Outschakov | Ukraine | Polti  | en |       |

### 5eétape
|   | Coureur                 | Pays     | Équipe    |    | Temps           |
| - | ----------------------- | -------- | --------- | -- | --------------- |
| 1 | Wilfried Nelissen       | Belgique | Lotto     | en | 3 h 30 min 42 s |
| 2 | Jean-Pierre Heynderickx | Belgique | Collstrop | +  | m.t.            |
| 3 | Giovanni Lombardi       | Italie   | Polti     |    | m.t.            |

|   | Coureur            | Pays    | Équipe    |    | Temps            |
| - | ------------------ | ------- | --------- | -- | ---------------- |
| 1 | Sergueï Outschakov | Ukraine | Polti     | en | 14 h 31 min 35 s |
| 2 | Andreï Tchmil      | Russie  | Lotto     | +  | 1 min 10 s       |
| 3 | François Simon     | France  | Castorama |    | 1 min 20 s       |